# Felip Neri
Felip Neri, anomenat l'apòstol de Roma, va néixer a Florència, el 21 de juliol de 1515 i va morir a Roma el 26 de maig de 1595. Fou fundador de la Congregació de l'Oratori.

## Biografia
Fill de Francesco i Lucrecia Neri, que va morir quan Felip encara era un nen. Va tenir dues germanes més petites, Caterina i Elisabetta, i un germà que va morir de molt petit.
Son pare, que alternava la professió liberal amb la de notari, mantenia gran amistat amb els dominics, per això Felip Neri degué rebre dels frares del monestir de Sant Marc les primeres ensenyances religioses.
Va estudiar humanitats i a l'edat de setze anys va ser enviat a Sant Germano, a la vora de Monte Cassino, per ajudar en els seus negocis un cosí de son pare. Felip sovint es retirava a una petita capella de la muntanya que pertanyia als benedictins de Monte Cassino: fou aquí on es definí la seva vocació. El 1533 va decidir de traslladar-se a Roma.

## Sacerdoci
El 23 de maig de 1551, per mandat del seu guia espiritual Persiano Rosa, va entrar al sacerdoci, i se'n va anar a viure a San Girolamo della Carità, on la principal regla era viure en caritat amb els seus germans. Entre els nous companys de Felip, hi havia Persiano Rosa, Buonsignore Cacciaguerra i el compositor de música sagrada Giovanni Animuccia.
El 1559, Felip va començar a organitzar visites regulars a les set esglésies de Roma, en companyia de sacerdots i religiosos, així com de laics. Aquestes visites van ser l'ocasió d'una curta però aguda persecució religiosa en haver estat denunciat com a creador de noves sectes. El cardenal vicari el convocà, el reprengué i el suspengué de sentir confessions. Tanmateix, després de dues setmanes, va quedar provada la seva innocència davant les autoritats eclesiàstiques.
El 1562 va acceptar el càrrec de rector de l'església de San Giovanni dei Fiorentini a Roma. Tanmateix, com que es resistia a abandonar San Girolamo, va romandre en aquest temple malgrat convertir-se en rector de San Giovanni.
La Germandat del Petit Oratori va anar creixent i el 1575 va ser formalment reconeguda per Gregori XIII com la Congregació de l'Oratori, i se li va concedir l'església de Santa Maria in Vallicella, on els religiosos es van instal·lar el 1577, any en què van inaugurar la Chiesa Nuova, construïda en la seu de la vella Santa Maria, i en un nou oratori de la qual van traslladar els exercicis. Tanmateix, Felip va romandre a San Girolamo fins al 1583 en què deixà la seva vella llar i s'instal·là a Santa Maria della Vallicella. El 1593 va dimitir el càrrec de superior que li havia estat conferit per a tota la vida.
La personalitat de Felip va atraure el cardenal Niccolò Sfondrati, qui, en convertir-se en el papa Gregori XIV el 1590, el va voler nomenar cardenal, càrrec que ell no va voler acceptar.
Els darrers anys de la seva vida van ser marcats per la malaltia que s'alternava amb períodes de recuperació. El 12 de maig de 1595 el cardenal Baroni, que l'havia succeït com a superior, li va donar l'extremunció. Va morir el 26 de maig, a l'edat de 80 anys.
Felip Neri va ser beatificat per Pau V el 1615, i canonitzat per Gregori XV el 1622. Segons el Santoral Catòlic, la seva festa se celebra el 26 de maig.

## Iconografia
Obresː
- Visió de Sant Felip Neri, de Guido Reni, a la Chiesa Nuova de Roma
- Missa de Sant Felip Neri, de Paolo Domenico Finoglio, al Museu de Montserrat (1635)[3]
- Sant Felip Neri, de Sebastiano Conca
- Aparició de la Mare de Déu a Sant Felip Neri, de Giambattista Tiepolo (1739-40) a l'església de Camerino.
- Pintures de Joan Llimona (Felip Neri amb els minyons i la Missa de Sant Felip Neri) a l'església de Sant Felip Neri de Barcelona (1901)

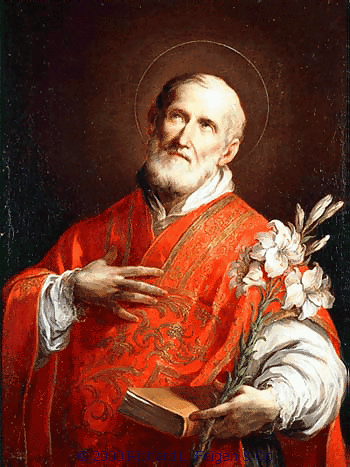
Quadre del s. XVII, obra de Sebastiano Conca
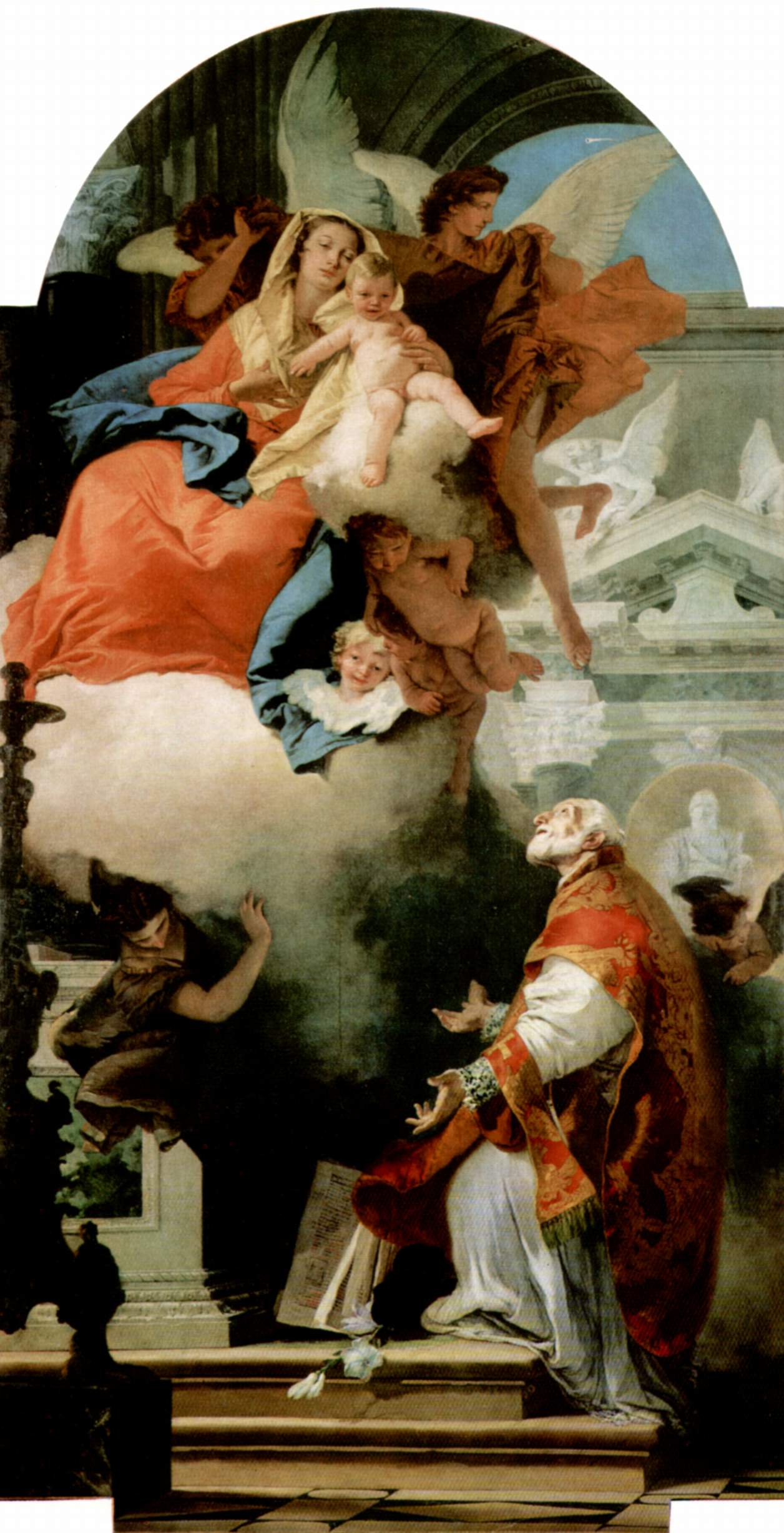
St. Felip i la Mare de Déu de Tiepolo, 1739 (St. Felip Neri, Camerino)
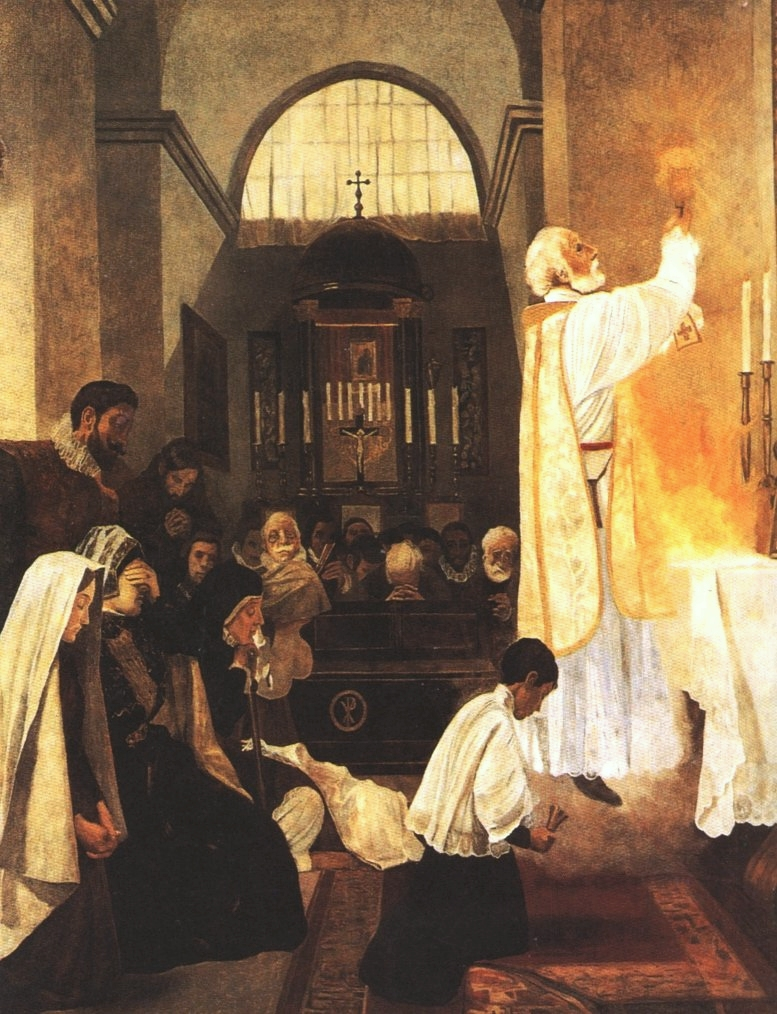
St. Felip Neri consagrant per Joan Llimona (1902) (Barcelona, St. Felip Neri)
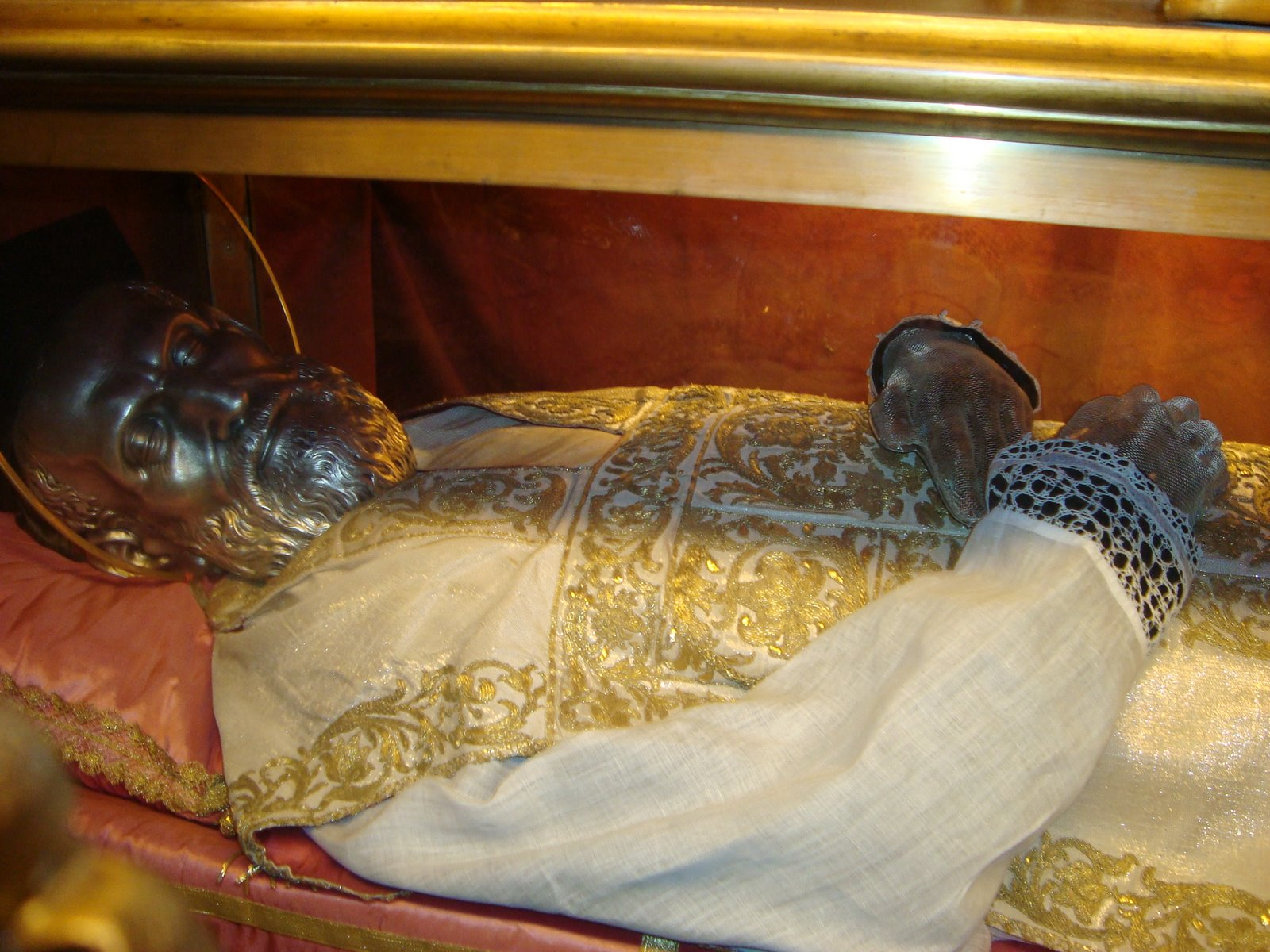
Imatge d'argent del sant, que en cobreix el cos incorrupte, a l'altar de la Chiesa Nuova

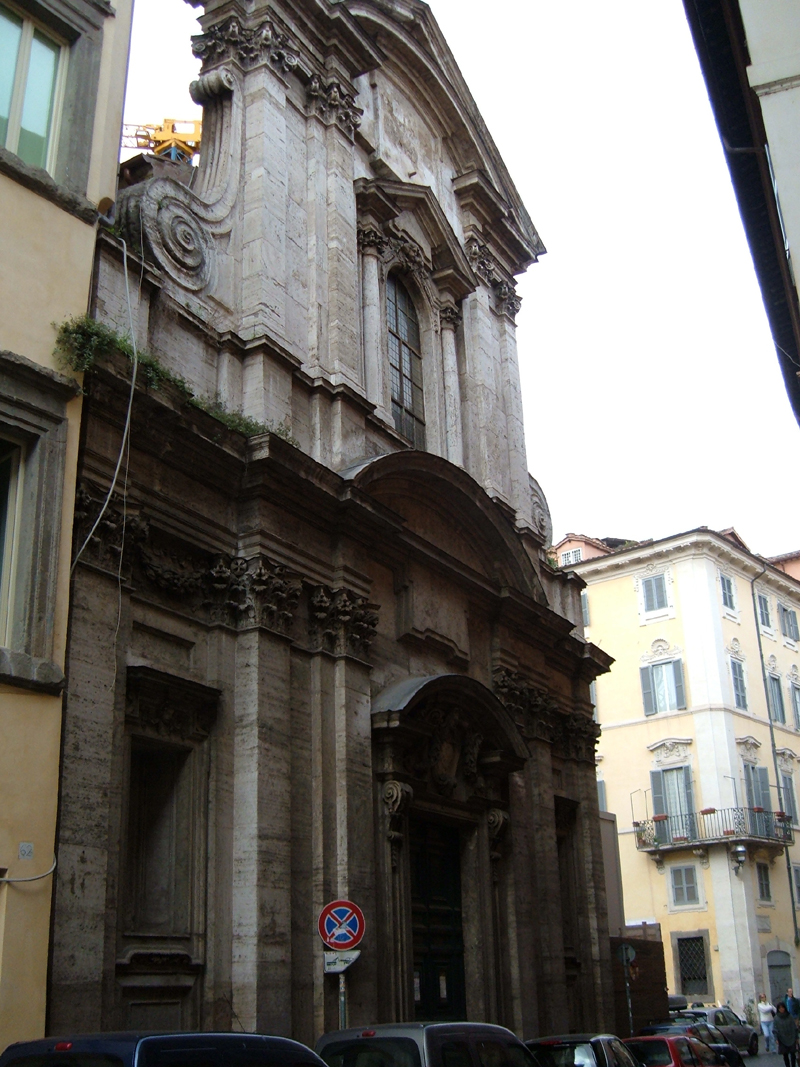
San Girolamo della Carità (Roma), edificat sobre l'església que va servir com a primera seu de la Congregació de l'Oratori
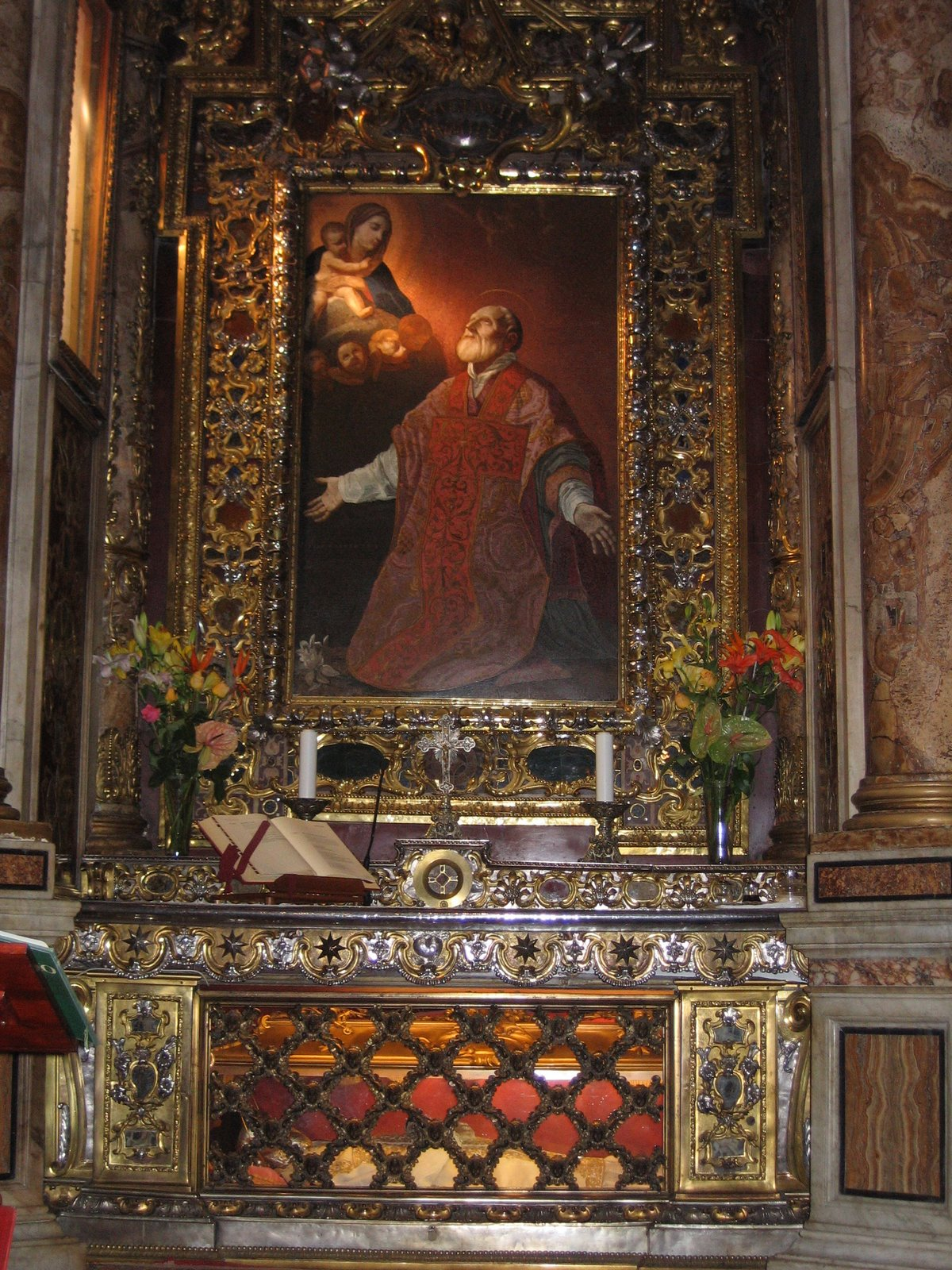
Altar i urna amb el cos del sant, a la Chiesa Nuova de Roma
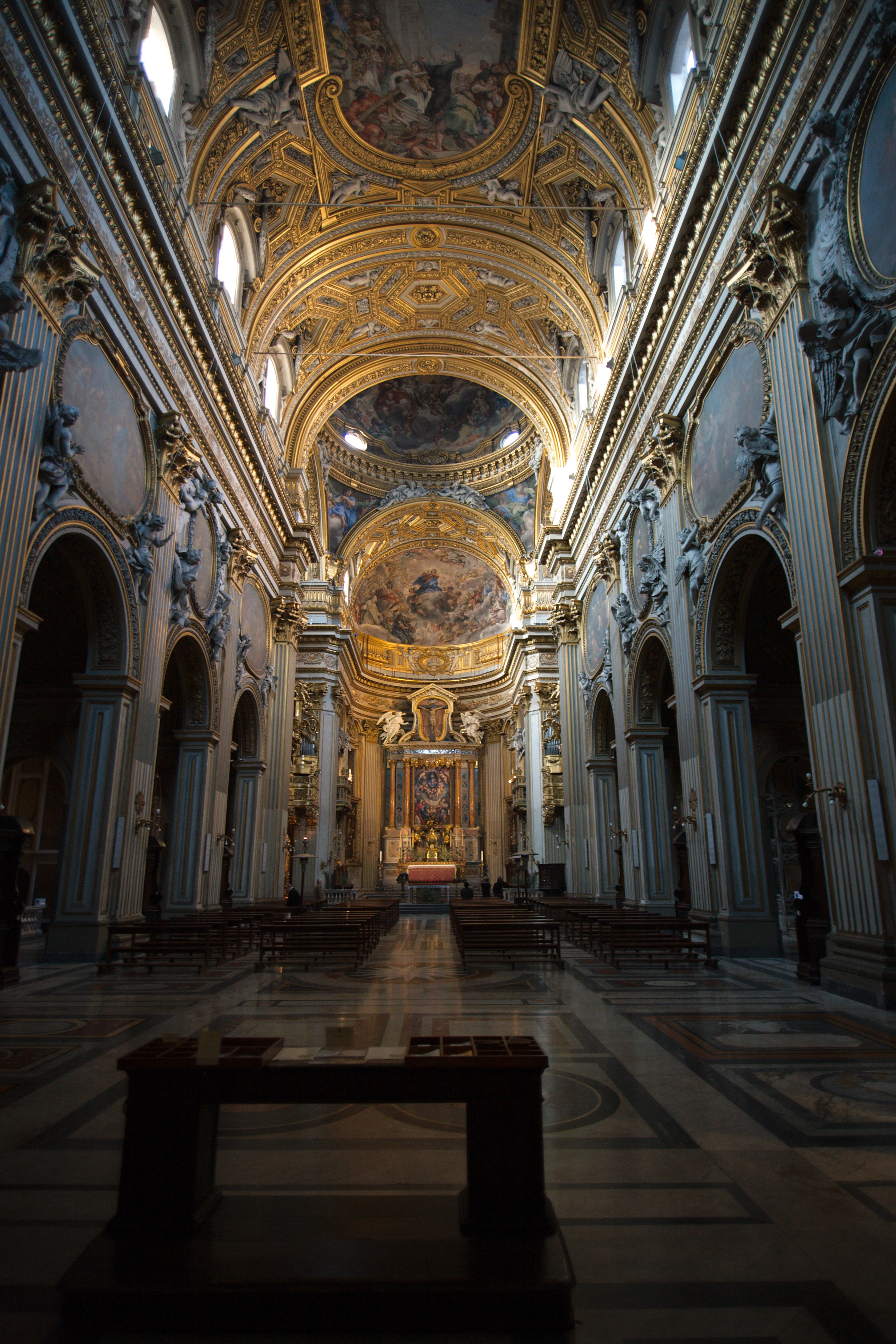
Nau de Santa Maria in Valicella (Chiesa Nuova), lloc d'enterrament del sant
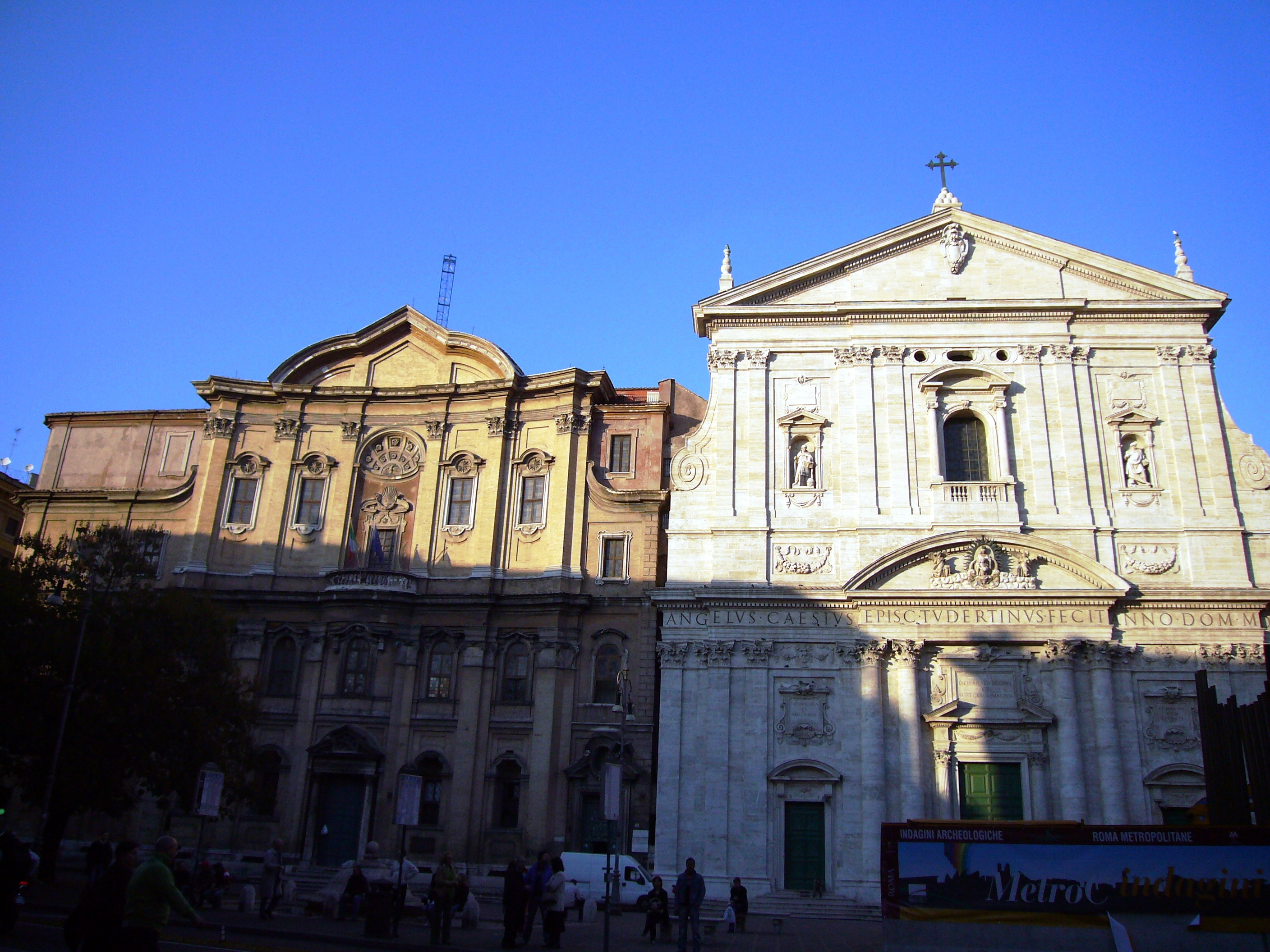
Església de Santa Maria i Oratori de Sant Felip Neri a Roma